# Melchor Maldonado y Saavedra
Melchor Maldonado y Saavedra, O.S.A. (Riohacha, 1588 - Córdoba, 1661) fue un fraile agustino español, que se desempeñó como obispo del Tucumán entre 1632 y 1661.

## Biografía
Sus orígenes son relativamente oscuros, pero se sabe que su familia era originaria de Sevilla, aunque se discute si nació en esa ciudad o en Riohacha, en la actual Colombia. En todo caso, es seguro que tomó los hábitos de la Orden de San Agustín en Sevilla, tras haber sido en algún momento alumno de los jesuitas, y profesó como fraile en el año 1605. Pocos años más tarde se recibió de maestro en teología en la Universidad de Ávila.
Fue consultor de la Inquisición en Sevilla y se doctoró en filosofía en la Universidad de Salamanca. Fue prior del convento agustino de Cádiz.
Fue propuesto para el cargo de obispo del Tucumán el 20 de septiembre de 1631 por el rey Felipe IV, y nombrado por el papa Urbano VIII el 8 de marzo de 1632. Se embarcó para América el 27 de julio de ese año, y entró en su diócesis a mediados del año 1634, después de haber atravesado el Perú, ocupando su sitio en la Catedral de Santiago del Estero el 28 de junio de 1635, tras visitar las ciudades de San Salvador de Jujuy, Salta, San Miguel de Tucumán y Esteco.
Dedicó los años siguientes a poner orden en su diócesis y a visitar las ciudades que no había visitado en su camino inicial, Córdoba, La Rioja y Londres. Trató de mejorar las condiciones en que debían vivir los miembros del clero secular, muy escaso para la población que debía atender, pero entró en conflictos con el cabildo catedralicio de Santiago del Estero, especialmente poderoso tras haber gobernador la diócesis durante los ocho años anteriores a la llegada de Maldonado. Amonestó al provisor, al arcediano y al deán de la catedral, y lentamente los fue reemplazando por nuevos sacerdotes, más dispuestos a aceptar su autoridad. Reunió dos sínodos en los años 1637 y 1644, del cual no se conservan más que registros parciales.
En 1646 fundó la Cofradía de Nuestra Señora del Carmen, que sigue existiendo hasta la actualidad. Gobernó su diócesis durante 27 años. Persiguió las hechicerías, muy difundidas para entonces. Se destacó por sus dotes de orador y por las sucesivas cartas enviadas al rey de España, en las que relataba la situación eclesiástica, política y social de su diócesis y que hoy resultan una excelente fuente de consulta para los historiadores. En ellas denunciaba los abusos que se cometían contra los indígenas en el sistema de encomiendas y también por parte de representantes del rey. Por su parte, el rey contestaba las cartas del obispo pidiéndole que le informara sobre la situación del gobierno y de las diócesis vecinas.
Sus relaciones con el gobierno fueron a veces muy tirantes, como las que tuvo con el gobernador Gutierre de Acosta y Padilla o, de más graves consecuencias, con Alonso Mercado y Villacorta, durante cuya gestión tuvo lugar la tercera guerra calchaquí. Durante la misma, el gobernador trató de valerse de la influencia del falso inca Pedro Bohórquez, que terminó por liderar un sangriento levantamiento armado, el cual fue aplastado de modo aún más sanguinario. El obispo Maldonado había tratado de disuadir a Bohórquez de su intento, y luego fracasó en evitar la matanza de los indígenas.
Se preocupó por la reorganización de las órdenes religiosas, tanto de frailes como de monjas, y trató infructuosamente de hacer que se concentraran en una única ciudad. También los jesuitas tuvieron sus conflictos con el obispo Maldonado, llegando a acusarlo de toda clase de crímenes e inmoralidades en misivas enviadas a la corte real española. Por su parte, los jesuitas también estaban en conflictos con los franciscanos, que el obispo no logró resolver pese a sus esfuerzos.
Apoyó firmemente las misiones a la región chaqueña, y colaboró en la fundación de la ciudad de Santiago de Guadalcázar, aunque esta fue destruida a los seis años de su fundación.
Mientras pudo, repitió anualmente sus visitas pastorales a todas las ciudades de su diócesis; durante sus giras enviaba sacerdotes o frailes a todos los pueblos y casas aisladas, para invitarlos a reunirse con él donde se hospedara, y predicaba en español y en algunas lenguas indígenas, o quizá en quichua. Llevaba una carreta por bueyes en forma de capilla, que incluía altar y campana, desde la cual celebraba misa o predicaba en cualquier lugar poblado, reuniendo a los habitantes de las zonas rurales. En sus últimos años sus visitas fueron más espaciadas porque ya estaba muy anciano; llegó a ser el decano de todos los obispos de América.
Falleció el 11 de julio de 1661, a la edad de 82 años. Sus restos fueron sepultados en la catedral de Santiago del Estero, pero se perdieron en una creciente del río Dulce. Actualmente, en el patio de la catedral existe un nicho vacío que lleva su nombre.